# Ľubomír Guldan
Ľubomír Guldan (Banská Bystrica, 30 januari 1983) is een Slowaaks betaald voetballer die bij voorkeur in de verdediging speelt. Hij staat sinds het seizoen 2013-2014 onder contract bij de Poolse club Zagłębie Lubin.

## Interlandcarrière
Onder leiding van bondscoach Michal Hipp maakte Guldan zijn debuut voor het Slowaaks voetbalelftal op 30 mei 2012 in de vriendschappelijke uitwedstrijd tegen Nederland (2-0). Hij viel in dat duel na 75 minuten in voor Marek Čech.

## Erelijst
MŠK Žilina
- Slowaaks landskampioen

2010
 PFK Ludogorets
- Bulgaars landskampioen

2012
- B Grupa Oost

2011
- Bulgaarse beker

2012
- Bulgaarse Supercup

2013